# Arjun Narasingha KC
Arjun Narasingha KC  (né le 27 septembre 1947), également connu sous le nom d'ANKC, est un homme politique népalais et ancien professeur, actuellement membre du Parlement de Nuwakot représentant le Parti du Congrès népalais. KC a été ministre à cinq reprises dans différents gouvernements de coalition détenant les portefeuilles de l'éducation, de la santé, du logement et de l'aménagement physique et du développement urbain. Il a récemment occupé le poste de ministre du Développement urbain dans le deuxième cabinet Dahal de 2016 à 2017. KC a été élu à l'Assemblée législative nationale quatre fois au total dans sa circonscription de Nuwakot.
Lors de la 14e Convention générale du Congrès népalais, KC a présenté sa candidature au Comité central, invoquant la nécessité d'un leadership jeune au sein du parti. Il est aujourd'hui haut dirigeant du Comité exécutif central et milite en faveur de lois anti-corruption, de la transparence et de la responsabilisation au Parlement et au sein du parti.

## Jeunesse et éducation
Arjun Narasingha KC est né le 28 février 1950 dans le district de Nuwakot. Il a obtenu un diplôme de médecine à l'Université Tribhuvan, où il a également enseigné la pharmacologie avant d’entrer en politique.
KC est titulaire d'une maîtrise en sciences politiques de l'Université Tribhuwan, à Katmandou, au Népal. Avant d'entrer en politique, il était professeur et chef du département de sciences politiques à l' Université Tribhuwan et également avocat en exercice.
En outre, il a complété une bourse à l'Université Tufts, Fletcher School of Diplomacy, Boston, États-Unis, en relations internationales et prise de décision en politique étrangère en 1982.

## Carrière politique

### Débuts
KC a fait ses débuts en politique en étant élu secrétaire général du lycée Shanti Vidya Griha de 1961 à 1963. À l'âge de 15 ans, alors qu'il était encore étudiant, il a été emprisonné pour la première fois en raison de son engagement en faveur de la démocratie. Au cours de sa vie, il a passé six ans et neuf mois en prison pour son engagement indéfectible en faveur des principes démocratiques.

KC prononce un discours dans sa ville natale de Nuwakot en faveur de la démocratie parlementaire

Sur les instructions des hauts dirigeants du Congrès, KC s'est présenté et a remporté un siège aux élections du Rastriya Panchayat de 1981, en tant qu'indépendant.
KC a d'abord été ministre d'État à la Santé sous Surya Bahadur Thapa de 1982 à 1983, puis ministre de la Santé, de l'Éducation et de l'Aménagement du territoire de 1995 à 1999,. KC a été élu député à deux reprises lors des élections parlementaires de 1991 et 1994,.

### Ministre de la Santé et de la Population (1995 - 1997)
En 1996, KC a joué un rôle crucial dans la refonte du système de santé népalais, visant à orienter le surplus de médecins des zones urbaines vers les régions montagneuses et du Teraï, en sous-effectif. Il a mis en place de fortes incitations, des promotions plus rapides et des indemnités et des possibilités de formation accrues pour ceux qui travaillent dans les régions mal desservies du Népal. De plus, il a renforcé l'application des critères de promotion et limité le « kaaj », cette échappatoire souvent utilisée par un médecin en poste dans les montagnes pour organiser un retour en ville dans le cadre d'un transfert temporaire mais indéfini. La nouvelle législation a limité cette pratique à un mois par an.

### Ministre de l'Éducation (1998-1999)
KC a été de nouveau nommé ministre de l'Éducation dans le deuxième cabinet de GP Koirala,. KC a considérablement fait progresser la reconnaissance des diplômes népalais en facilitant la conclusion d'accords avec des pays étrangers pour garantir l'équivalence des diplômes népalais pour l'enseignement supérieur international. Ses efforts ont permis aux étudiants népalais de poursuivre plus efficacement leurs études à l'étranger, surmontant ainsi les difficultés précédentes où les diplômes népalais étaient souvent jugés obsolètes ou non reconnus à des fins académiques étrangères.

### Rôle pendant la révolution de 2006

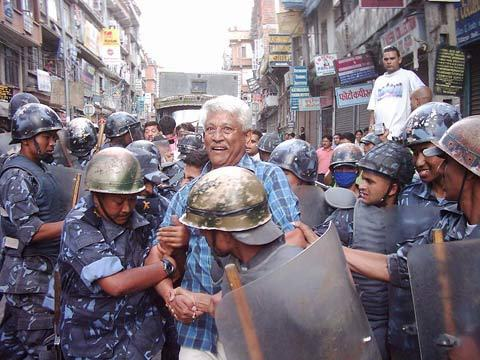
L'ancien roi Gyanendra a arrêté des dirigeants importants tels que KC lors du mouvement populaire de 2006

KC était le coordinateur de la vallée de Katmandou au nom du NC dans l'Alliance des sept partis pour le mouvement populaire contre le régime direct de l'ancien roi Gyanendra,. Le 16 février 2005, la police népalaise a arrêté KC au bureau du parti à Sanepa pour la première fois depuis que le roi a décrété l'état d'urgence et interdit les manifestations, détenu les principaux dirigeants du parti et suspendu les droits fondamentaux.

### Ministre du Développement urbain (2016-2017)
Durant son mandat au ministère du Développement urbain, KC a joué un rôle important dans la promotion des objectifs de développement durable tout en élaborant le programme budgétaire pour l'année à venir. Le 23 avril 2017, KC a instauré le Programme de logement populaire, dont l'objectif est de fournir 25 000 logements aux communautés défavorisées situées hors de la vallée.
Par ailleurs, le 26 avril 2017, KC a donné son feu vert définitif au lancement de la construction du périphérique extérieur de Katmandou afin de systématiser l'urbanisation . Le projet 71.93 La route de 1,6 km a été abandonnée pendant plus de 13 ans en raison de luttes politiques intestines et de corruption. La première phase de construction du périphérique extérieur débutera sur 6,6 km. Le tronçon Chobhar-Gamcha-Satungal, prévu pour le prochain exercice, couvrira environ 8 000 km de terres appartenant à plus de 14 000 propriétaires fonciers. Sur la longueur totale du périphérique, Katmandou, Lalitpur et Bhaktapur seront desservies sur 35,08 km. km, 15,80 km et 21,05 km respectivement.

## Activités actuelles
Aux élections générales de 2022, KC a remporté Nuwakot-2 en tant que candidat du Congrès népalais, obtenant 28 107 voix pour battre Suman Bikram Pandey, candidat du parti Rastriya Swatantra, par plus de 11 000 voix. KC siège actuellement au Comité des comptes publics de la Chambre des représentants (PAC). En attendant l'élection officielle de son président en 2023, KC, en tant que membre le plus ancien, a présidé les réunions par intérim.

## Vie personnelle
KC a six frères et trois sœurs. Il a cinq enfants, dont quatre filles et un garçon. Sa deuxième fille aînée, Anjana KC Thapa, a épousé Gagan Thapa, leader populaire de la jeunesse et ancien ministre de la Santé.